# Villa de Mazo
Villa de Mazo település Spanyolországban, Santa Cruz de Tenerife tartományban. Villa de Mazo Breña Baja, Fuencaliente de la Palma és El Paso községekkel határos. Lakosainak száma 5070 fő (2024).

## Népesség
A település népessége az elmúlt években az alábbi módon változott:
| Lakosok száma | 4621 | 4777 | 4880 | 4802 | 4898 | 4927 | 4782 | 4843 | 4905 | 5070 |
|               | 2001 | 2004 | 2007 | 2009 | 2012 | 2014 | 2017 | 2019 | 2022 | 2024 |